# Seznam prvních dam Sovětského svazu
Seznam prvních dam Sovětského svazu představuje chronologický seznam manželek vůdců Sovětského svazu, které jsou tradičně označovány jako první dámy.

## Seznam
| Pořadí | Portrét                 | Jméno                           | Nástup do pozice   | Opuštění pozice    | Vůdce                      |
| ------ | ----------------------- | ------------------------------- | ------------------ | ------------------ | -------------------------- |
| 1.     |                         | Naděžda Konstantinovna Krupská  | 7. listopad 1917   | 29. ledna 1924     | Vladimir Iljič Lenin       |
| 2.     |                         | Naděžda Sergejevna Allilujevová | 29. ledna 1924     | 9. listopadu 1932  | Josif Vissarionovič Stalin |
| 3.     |                         | Nina Petrovna Chruščovová       | 7. září 1953       | 14. října 1964     | Nikita Sergejevič Chruščov |
| 4.     | Snímek není k dispozici | Viktorija Petrovna Brežněvová   | 14. října 1964     | 10. listopadu 1982 | Leonid Iljič Brežněv       |
| 5.     | Snímek není k dispozici | Taťjana Filippovna Andropovová  | 10. listopadu 1982 | 9. února 1984      | Jurij Andropov             |
| 6.     | Snímek není k dispozici | Anna Dimitrijevna Černěnková    | 9. února 1984      | 10. března 1985    | Konstantin Černěnko        |
| 7.     |                         | Raisa Maximovna Gorbačovová     | 10. března 1985    | 26. prosince 1991  | Michail Gorbačov           |

## Galerie

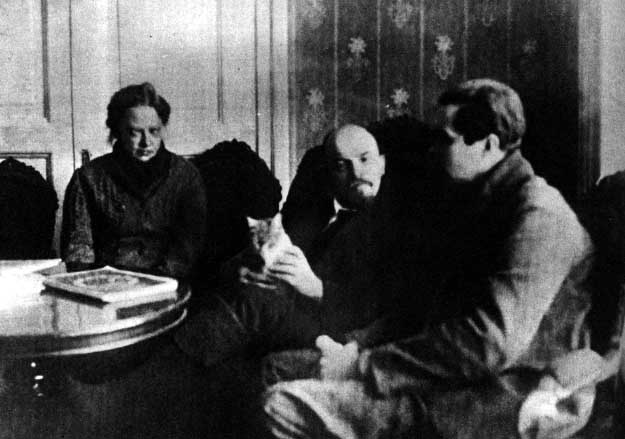
Naděžda Krupská (vlevo) a Vladimír Lenin (uprostřed) při rozhovoru s americkým novinářem Lincolnem Eurem, 1920
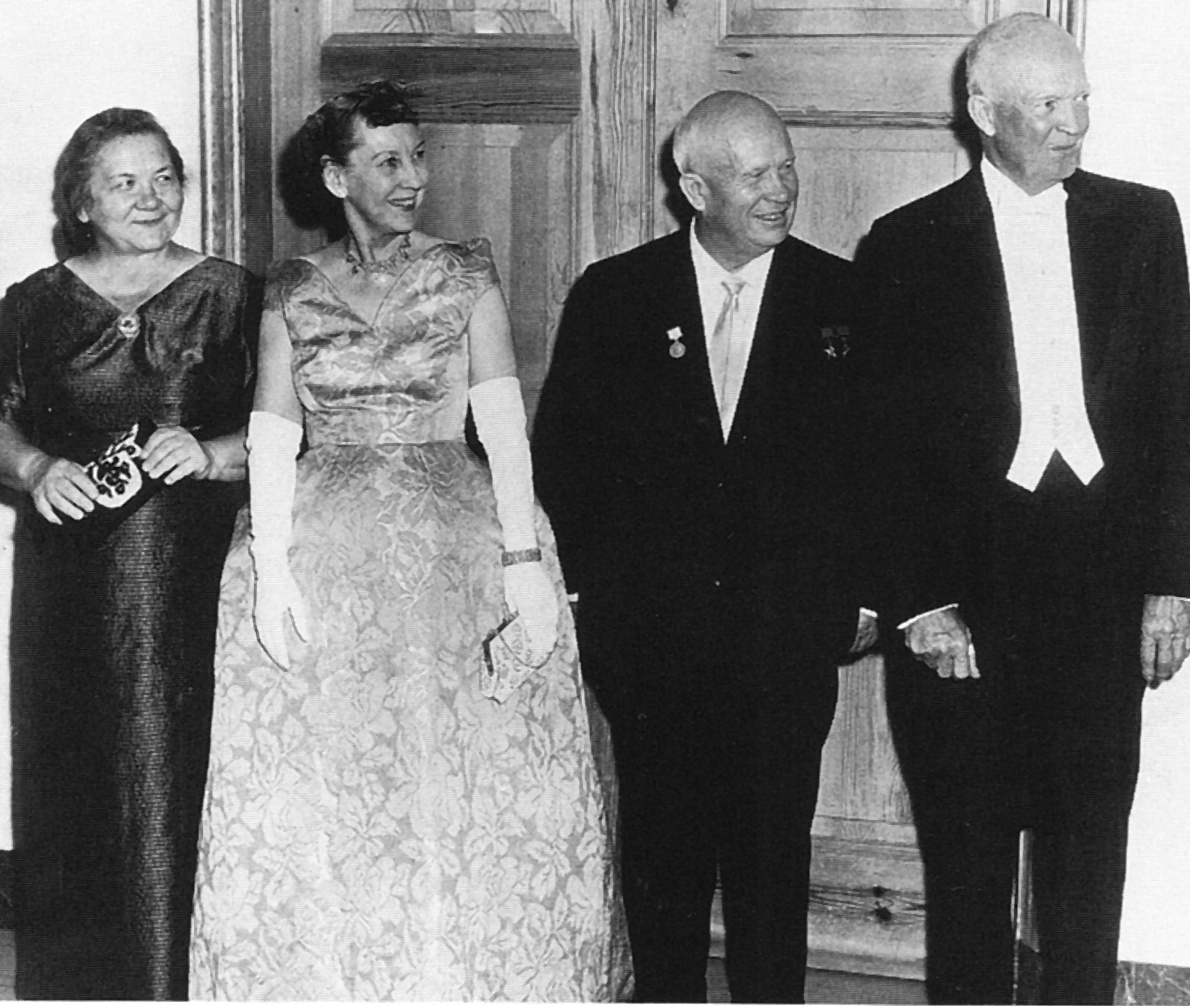
Zleva: Nina Chruščovová, Mamie Eisenhowerová, Nikita Chruščov a Dwight Eisenhower na státní večeří, 1959
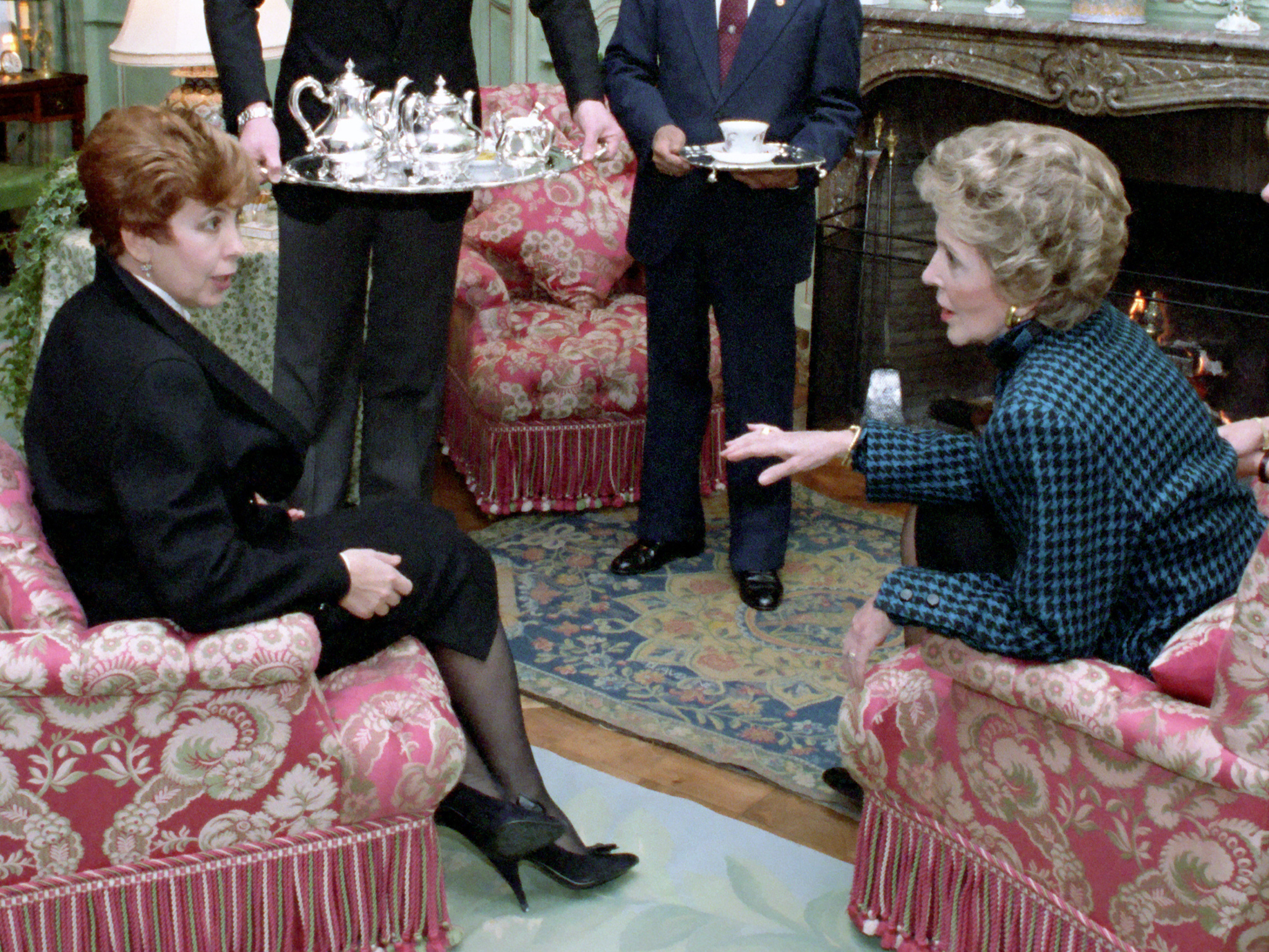
Raisa Gorbačovová (vlevo) a Nancy Reaganová (vpravo) při setkání v Ženevě, 1985
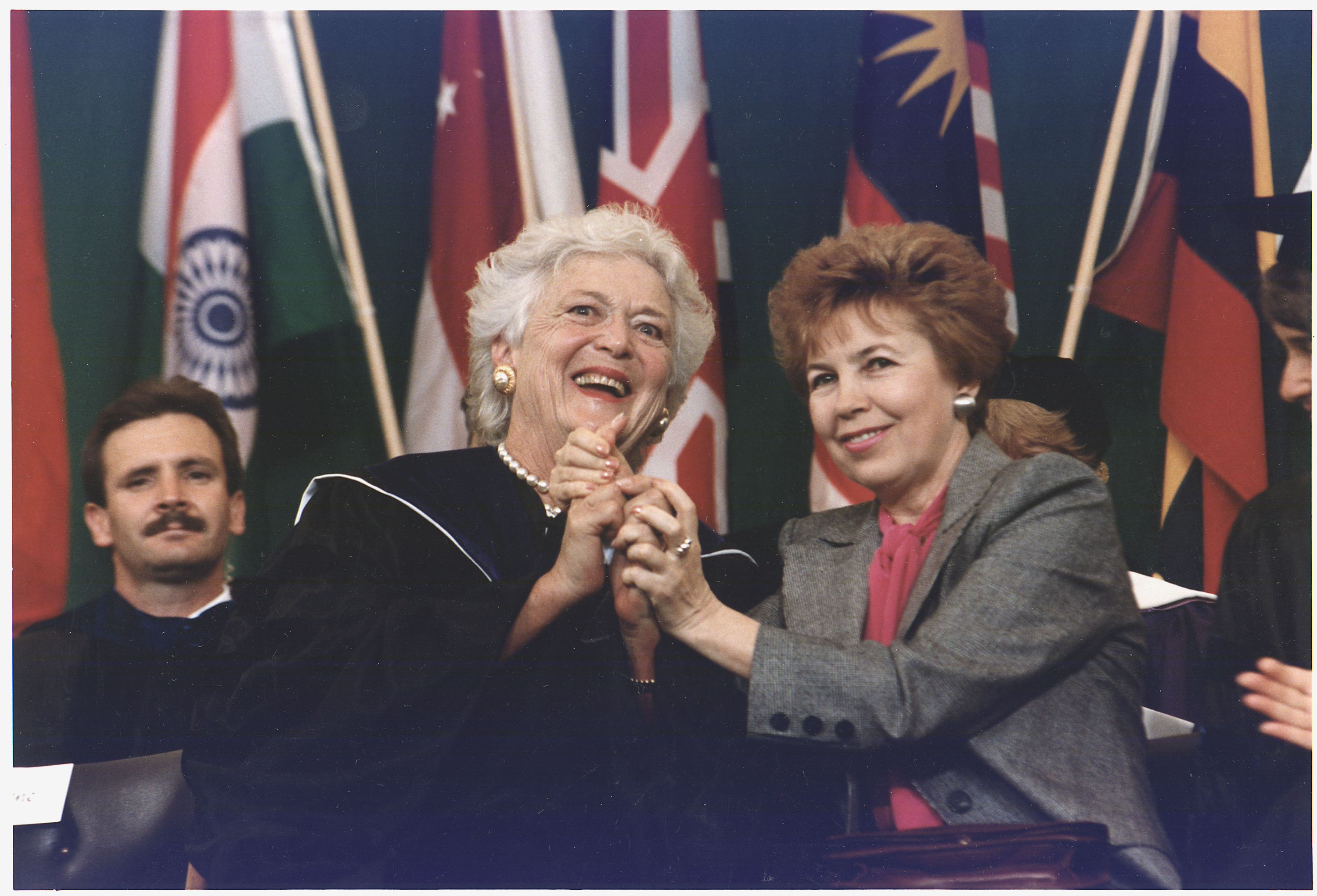
Barbara Bushová (vlevo) a Raisa Gorbačovová (vpravo) při společném projevu na Wellesley College, 1990